# Erling Andersen
Erling Andersen (ur. 22 września 1960 w Bergen) – norweski lekkoatleta specjalizujący się w chodzie sportowym, dwukrotny uczestnik letnich igrzysk olimpijskich (Los Angeles 1984, Seul 1988).

## Sukcesy sportowe
Wielokrotny mistrz Norwegii w chodzie:
- trzynastokrotnie na dystansie 10 000 metrów – 1977, 1978, 1979, 1980, 1981, 1983, 1984, 1985, 1986, 1987, 1988, 1989, 1990
- trzynastokrotnie na dystansie 20 kilometrów – 1978, 1979, 1980, 1981, 1983, 1984, 1985, 1986, 1987, 1988, 1989, 1990, 1999
- pięciokrotnie na dystansie 50 kilometrów – 1979, 1982, 1984, 1991, 1992[1]
- czterokrotnie na dystansie 5000 metrów w hali – 1987, 1988, 1989, 2004[2]

| Rok  | Miasto      | Zawody                      | Konkurencja      | Wynik         |
| ---- | ----------- | --------------------------- | ---------------- | ------------- |
| 1979 | Bydgoszcz   | mistrzostwa Europy juniorów | chód na 10 000 m | srebrny medal |
| 1983 | Budapeszt   | halowe mistrzostwa Europy   | chód na 5000 m   | brązowy medal |
| 1984 | Los Angeles | igrzyska olimpijskie        | chód na 20 km    | 8. miejsce    |
| 1985 | Paryż       | światowe igrzyska halowe    | chód na 5000 m   | 8. miejsce    |
| 1988 | Budapeszt   | halowe mistrzostwa Europy   | chód na 5000 m   | 4. miejsce    |

## Rekordy życiowe
- chód na 3000 metrów – 11:11,20 – Bergen 23/09/1981 (rekord Norwegii)
- chód na 5000 metrów (hala) –  18:49,10 – Budapeszt 06/03/1988 (rekord Norwegii)
- chód na 10 000 metrów – 39:31,9 – Bergen 02/06/1987
- chód na 20 000 metrów – 1:20:36,70 – Bergen 05/05/1984
- chód na 20 km – 1:23:30 – Seul 23/09/1988
- chód na 50 km – 3:44:24 – Borås 15/06/1985